# Raffaello Balzo
Raffaello Balzo (Udine, 18 marzo 1975) è un attore e modello italiano.

## Biografia
Nato ad Udine il 18 marzo 1975, vive fino all'età di diciotto anni ad Artegna (UD). Nel 1976 compare sui giornali dopo essere stato salvato dalla nonna durante il terremoto che colpì il Friuli. Nel 1995 vince il concorso Fotomodello dell'Anno, nel 1998 quello di Mister Friuli, l'anno seguente arriva 1º al concorso Il più bello d'Italia. Si trasferisce a Milano, dove inizia la carriera di modello che lo porterà a lavorare anche a Londra e New York. Appare per la prima volta in televisione come Carramba Boy nel programma Carramba che sorpresa!, condotto da Raffaella Carrà. Oltre a lavorare come modello e attore di fotoromanzi, inizia a studiare recitazione e nel 2001 esordisce interpretando il ruolo di Ettore nella serie tv Compagni di scuola.
Tra il 2003 e il 2004 interpreta il ruolo di Matteo Consoli nella soap opera di Rai 3, Un posto al sole. Nel 2005 è nel cast di Elisa di Rivombrosa 2, regia di Cinzia TH Torrini e Stefano Alleva, dove interpreta il ruolo di Armand Benac. Nel 2006 partecipa alla quarta edizione del reality show L'isola dei famosi, condotto da Simona Ventura, venendo eliminato nel corso della settima puntata con il 63% dei voti. Il 2007 debutta nel cinema con i film Il soffio dell'anima, regia di Vittorio Rambaldi, nelle sale nel marzo del 2009, e Matrimonio alle Bahamas, regia di Claudio Risi, con Massimo Boldi. 
Nel 2008 partecipa insieme a Kate Moss al videoclip della canzone Uptown dei Primal Scream
Nel dicembre dello stesso anno debutta in teatro con il musical La surprise de l'amour, regia di Marco Bracco. Dal 2009 al 2011 è nel cast principale su Canale 5 nella popolare soap opera CentoVetrine con il ruolo di Niccolò Castelli.

## Filmografia

### Cinema
- Vita Smeralda, regia di Jerry Calà (2006)
- Matrimonio alle Bahamas, regia di Claudio Risi (2007)
- Il soffio dell'anima, regia di Vittorio Rambaldi (2009)

### Televisione
- Compagni di scuola, regia di Tiziana Aristarco e Claudio Norza - Serie TV - Rai Due (2001)
- Un posto al sole, registi vari - Soap opera - Rai Tre (2002-2004)
- Amiche, regia di Paolo Poeti - Miniserie TV - Rai Due (2004)
- Elisa di Rivombrosa 2, regia di Cinzia TH Torrini e Stefano Alleva - Serie TV - Canale 5 (2005)
- L'isola dei famosi 4, regia di Egidio Romio - Reality show - Rai Due (2006)
- Provaci ancora prof 3, regia di Rossella Izzo - Miniserie TV - Rai Uno (2008)
- R.I.S. 5 - Delitti imperfetti, regia di Fabio Tagliavia - Serie TV - Canale 5, episodio 5x10 (2009)
- CentoVetrine, registi vari - Soap opera - Canale 5 (2009-2011) - Ruolo: Niccolò Castelli
- Squadra mobile, regia di Alexis Sweet – Serie TV, episodio 1x13 (2015)
- Dreams - Il calore dei sogni, regia di Silvia Monga e Andrea Mazza - Film TV (2020)

### Cortometraggi
- Occhi del cuore, regia di M. Cignini
- L'isola della solitudine, regia di M. F. Difolco

### Videoclip
- Primal Scream - Uptown (2008)